# Бойченко Борис Михайлович
Борис Михайлович Бойченко (*7 липня 1938; Новосибірськ) — український учений у галузі металургії. Доктор технічних наук, професор. Академік АН ВШ України з 1994 р.

## Біографія
Народився у Новосибірську. Закінчив Дніпропетровський металургійний інститут (1960). Кандидат технічних наук (1969), старший науковий співробітник (1972), доцент (1979), доктор технічних наук (1991), професор (1991). З 1991 р. — завідувач кафедри металургії сталі Національної металургійної академії України (Дніпропетровськ).
Наукові розробки — у галузях ресурсозаощаджуючих технологій одержання високочистих сталей, використання надвисокочастотної техніки контролю і вимірювань в металургії, застосування принципово нових вогнетривів у сталеплавильних агрегатах. Розробив та експериментально підтвердив оригінальну теорію розчинення твердих матеріалів у рідких фазах сталеплавильних ванн. Створив та впровадив у виробництво комплекс енергозберігаючих технологій із зменшеними витратами рідкого чавуну.

## Наукові досягнення
Автор 400 наукових праць, із них — 9 монографій і підручників, 80 авторських свідоцтв на винаходи та патентів у розвинутих країнах світу. Видав монографії «Теплова робота кисневих конвертерів», «Металобрухт у шихті кисневих конвертерів»; підручники «Конвертерне виробництво сталі» (2004, 2006), «Сталеплавильне виробництво» (1996); навчальні посібники «Захист навколишнього середовища» (2004), «Теорія й практика позаагрегатної обробки чавуну» та ін.
Підготував 12 кандидатів і докторів наук.
Став ініціатором інтеграційних зв'язків у педагогічній діяльності з Королівською вищою технічною школою (м. Стокгольм, Швеція). Бере участь у розвитку контактів у педагогічній діяльності з Технічним університетом «Фрайбергська гірнича академія» (м. Фрайберг, Німеччина), Гірничо-металургійною академією (м. Краків, Польща), Аньшанським металургійним інститутом (м. Аньшань) і Північно-Східним університетом у м. Шеньян (Китай).
Член-кореспондент Інженерної академії України (1995). Член редколегій часописів «Теорія і практика металургії» та «Метал і литво України». Голова галузевої секції центрального правління Науково-технічного товариства металургів України (1991), член Міжвідомчої науково-технічної ради при НАН України з проблем позапічної обробки та безперервної розливки сталі (2005), «Converter production of steel» (2008).

## Звання і нагороди
Відмінник освіти України (1999). Лауреат премії Ради Міністрів СРСР (1991). Лауреат Нагороди Ярослава Мудрого АН ВШ України (1996).Заслужений працівник освіти України (2013).